# Dypsis moorei
Dypsis moorei – gatunek palmy z rzędu arekowców (Arecales). Występuje endemicznie na Madagaskarze, w prowincjach Antsiranana oraz Toamasina. Można go spotkać między innymi w Parku Narodowym Mananara Nord, Marojejy i Masoala.
Rośnie w bioklimacie wilgotnym. Występuje na wysokości do 1000 m n.p.m.